# Real de Catorce
Real de Catorce, früher mit vollem Namen Real de Minas de Nuestra Señora de la Limpia Concepción de Guadalupe de los Álamos de Catorce genannt, ist eine ehemalige Bergwerksstadt im mexikanischen Bundesstaat San Luis Potosí, die in der Endphase der Kolonialzeit (ab 1772) wegen ihres Silberreichtums große Bedeutung hatte. Sie liegt am Rande der östlichen Sierra Madre auf 2.755 Meter Höhe. Heute ist Real de Catorce Städtchen mit touristischer Bedeutung mit etwa 1400 Einwohnern und Verwaltungssitz des Municipio Catorce.
Seit der mexikanischen Revolution ist der früher bis zu 30.000 Einwohner zählende Ort, dessen primäre Zufahrt durch einen zwei Kilometer langen Tunnel gebildet wird, weitgehend verlassen und galt lange Zeit als Geisterstadt. Erst in den letzten Jahren wurde Real de Catorce durch Touristen und aufgrund der Ansiedlung einiger Künstler, die Kunstartikel für den Tourismus produzieren, wiederbelebt. Der internationale Tourismus ist vor allem auf den Film The Mexican mit Julia Roberts und Brad Pitt zurückzuführen. Außerdem wurde der Ort im Jahre 2001 in das Programm Pueblos Mágicos der mexikanischen Tourismusbehörde aufgenommen. 
Real de Catorce ist auch ein mystischer Ort: Am 4. Oktober ist die Pfarrkirche der Unbefleckten Empfängnis das Ziel Tausender von katholischen Gläubigen, die am Tag des Heiligen Franz von Assisi diesem für vermeintliche Wunder danken. Im Frühjahr durchqueren Angehörige der indigenen Bevölkerung der Huicholes die Wüste von San Luis Potosí, um auf dem Cerro Quemado (Verbrannter Berg) von Real de Catorce, der als Geburtsort ihres „Tatewari“ (Großvater Feuer) gilt, Opfer darzubringen.

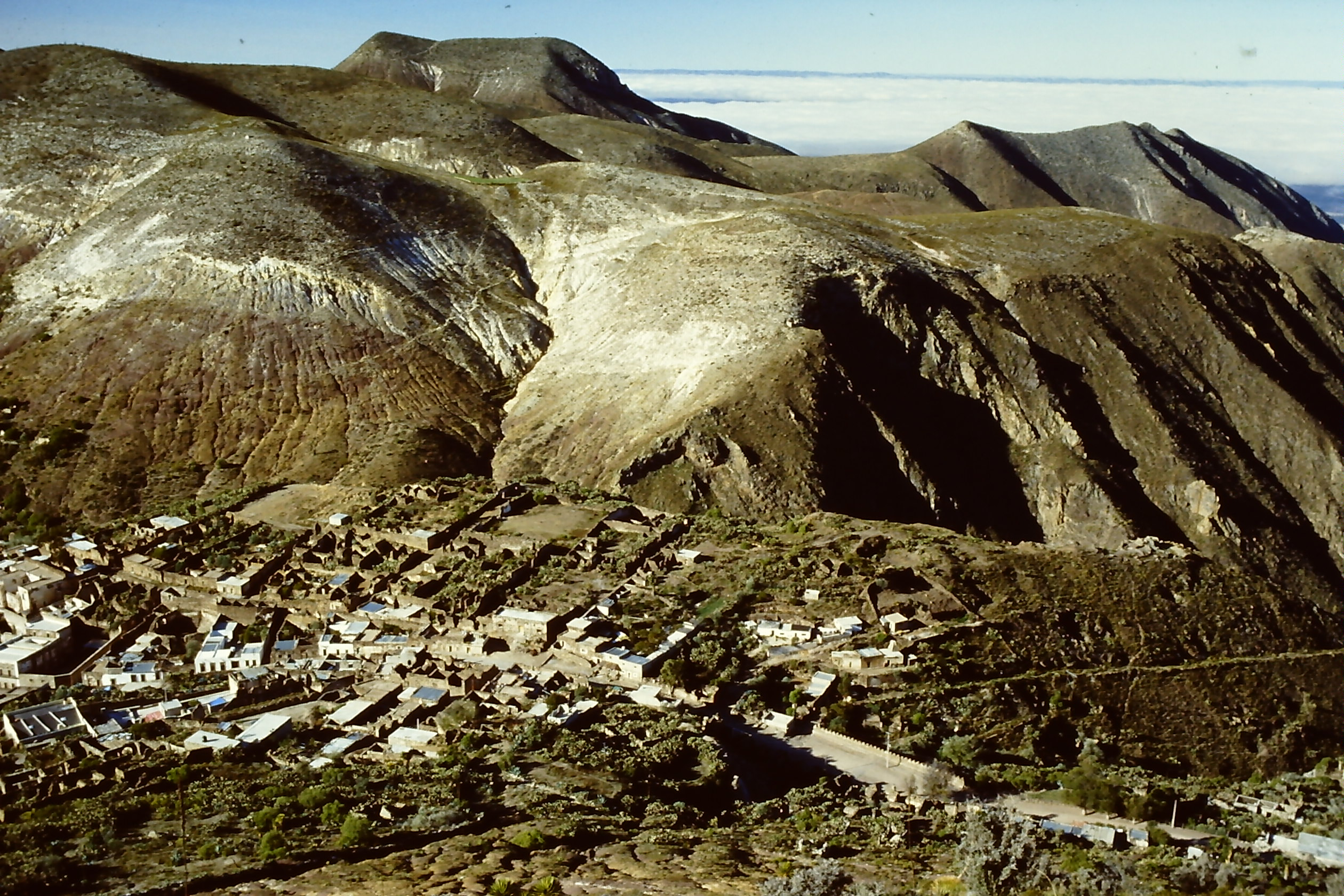
Aufsicht von der Hügelkette
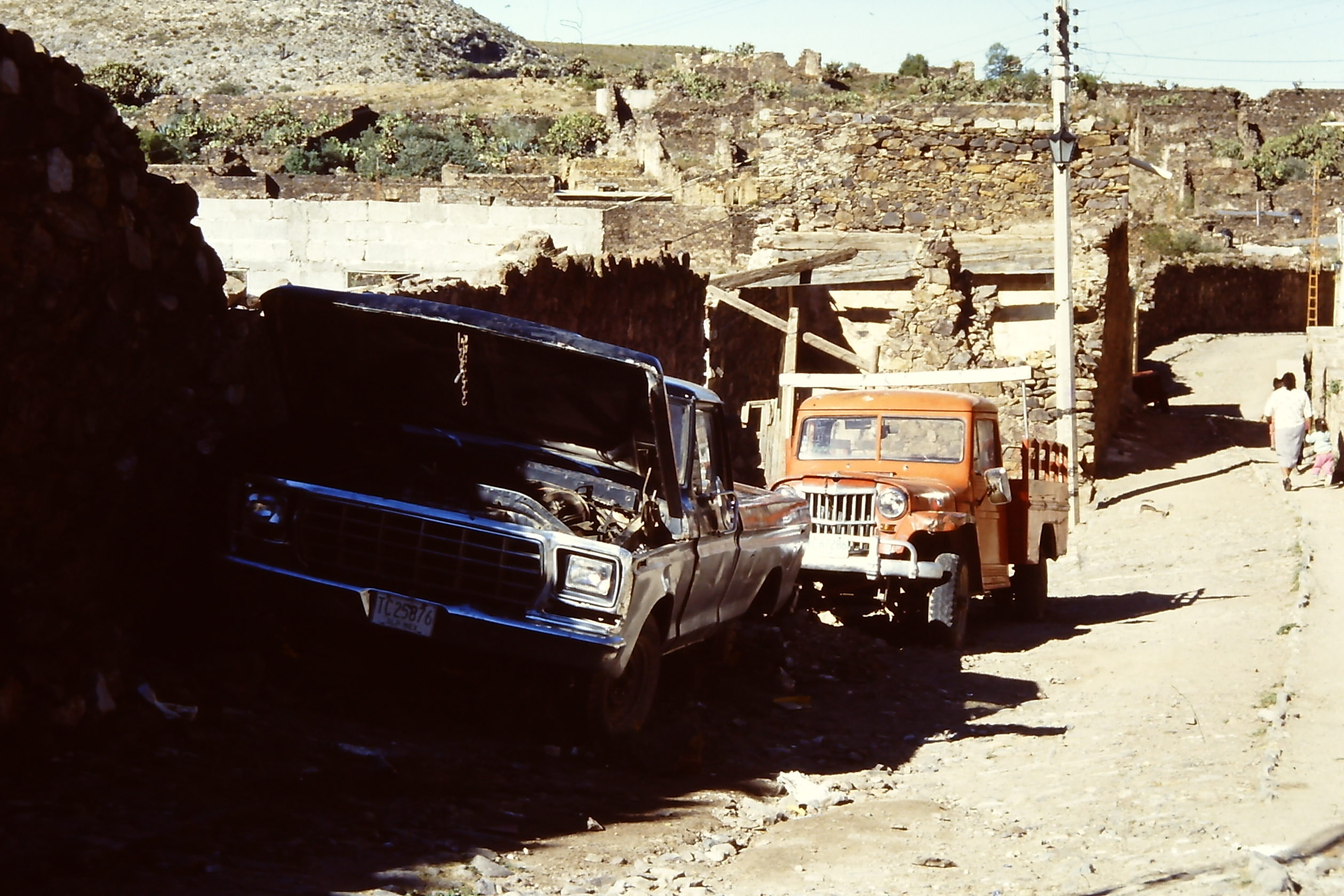
Zurückgelassene historische Fahrzeuge
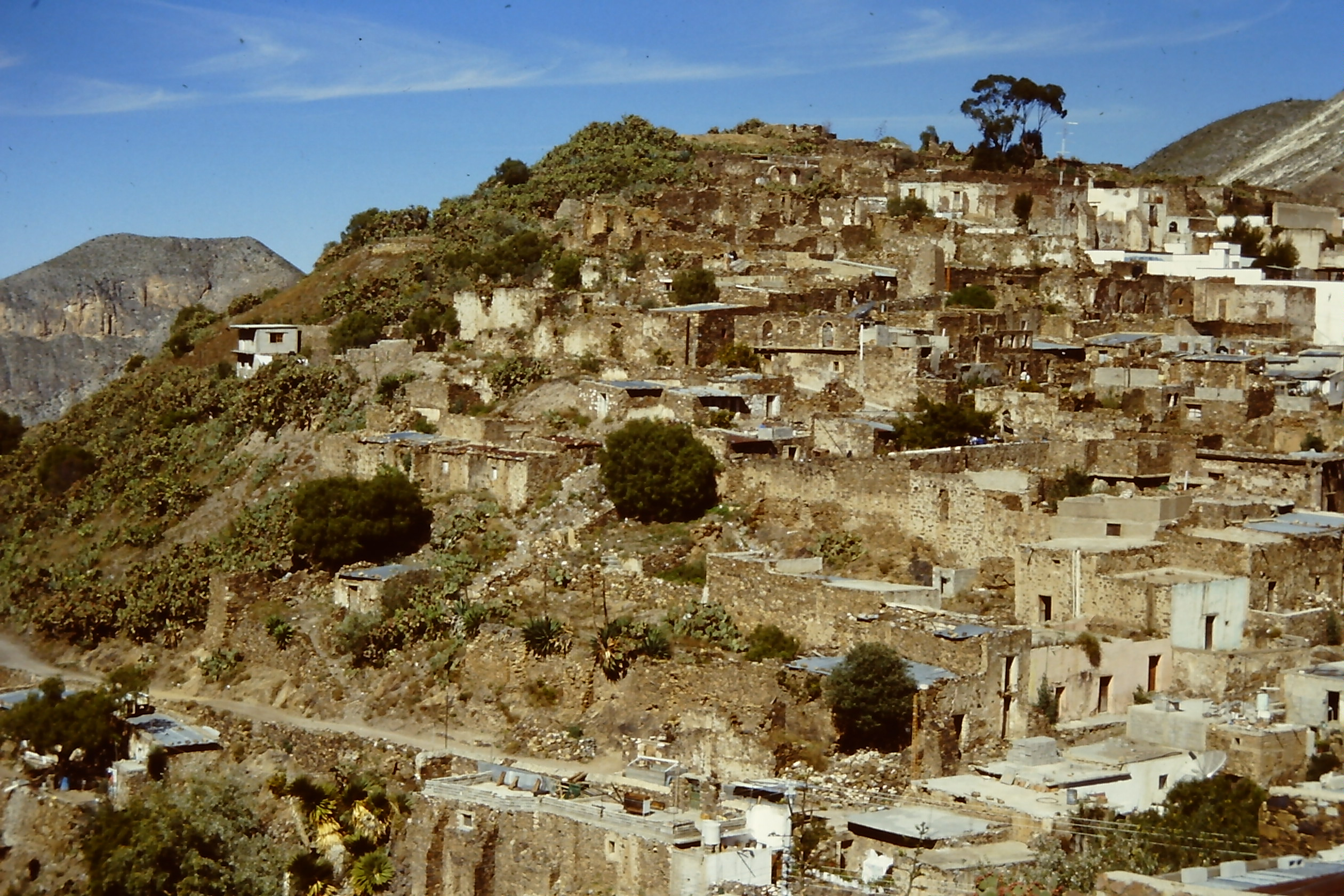
Stadtteil mit verlassenen Gebäuden